# Picot d'orelles vermelles
El picot d'orelles vermelles (Blythipicus pyrrhotis) és una espècie d'ocell de la família dels pícids. Habita la selva humida a les muntanyes entre 1000 i 2150 m, al nord-est de l'Índia, sud-est de la Xina, Myanmar, nord-oest de Tailàndia, Laos, Cambodja, Vietnam i Malaca.